# کریستین لاباتو
کریستین لاباتو (انگلیسی: Cristian Lobato؛ زادهٔ ۷ مارس ۱۹۸۹) بازیکن فوتبال اهل اسپانیا است.
از باشگاه‌هایی که در آن بازی کرده‌است می‌توان به باشگاه خیمناستیک تاراگونا، باشگاه فوتبال آستراس تریپولی، باشگاه فوتبال بارسلونا بی، باشگاه فوتبال اوساسونا، و باشگاه فوتبال بارسلونا اشاره کرد.